# Confessione di fede gallicana
La Confessione di fede gallicana (lat. Confessio fidei gallicana) è nata dall'iniziativa di un gruppo di riformati francesi, i quali, nel 1557, inviarono a Giovanni Calvino una breve confessione della loro fede in 18 articoli. Gli articoli vennero ripresi alla lettera in una bozza ginevrina, composta di 35 articoli, preparata probabilmente dallo stesso Calvino, da Beza e da Pierre Viret. Nel 1559 essa fu rielaborata e ampliata a Parigi, in quello che viene considerato il primo sinodo nazionale della Chiesa riformata di Francia, portando il numero degli articoli da 35 a 40. 
Nel 1560 la Confessione di fede gallicana è presentata a Francesco II con una prefazione che implora la cessazione delle persecuzioni.
Nel 1571, il settimo sinodo nazionale, tenuto a La Rochelle (donde il nome di «Confessione di La Rochelle» con cui viene anche indicata), dichiarò questa versione in 40 articoli «vera confessione di fede delle nostre chiese riformate di Francia».
Gli studiosi rilevano come le revisioni dei delegati nella prima parte causano l'introduzione della teologia naturale nelle dichiarazioni di fede riformata. L'articolo II parla di Dio che rivela Sé stesso dapprima nella creazione e solo secondariamente nella Sua Parola scritta, la Bibbia.
Questa Confessione è riconosciuta anche ai sinodi riformati tedeschi di Wesel nel 1568 e Emden nel 1571.

## Voci attinenti
- Calvinismo
- Confessione di fede